# Cargolet becllarg
El cargolet becllarg (Cantorchilus longirostris) és un ocell de la família dels troglodítids (Troglodytidae).

## Hàbitat i distribució
Viu en zones amb matolls de les terres baixes al nord-est, centre i sud-est del Brasil des de Ceará cap al sud fins al nord de Bahia i a la llarga de la costa des del sud de Bahia cap al sud fins Santa Catarina.